# Нільтава вохристовола
Нільтава вохристовола (Cyornis tickelliae) — вид горобцеподібних птахів родини мухоловкових (Muscicapidae). Мешкає в Південній Азії). Вид названий на честь британського орнітолога Семюеля Тікелла.

## Опис
Довжина птаха становить 11-12 см. Виду притаманний статевий диморфізм. У самців верхня частина тіла яскраво-синя, горло і груди рудувато-охристі, нижня частина тіла білувата. У самиць верхня частина тіла синя, над очима яскраво-сні "брови", плечі, надхвістя і хвіст яскраво-сині. В Східних Гатах були помічені випадки гібридизації вохристоволої нільтави з блідою нільтавою. У молодих птахів верхні і нижні частини тіла поцятковані коричневими плямами, синіми є лише крила і хвіст.

## Підвиди
Виділяють два підвиди:
- C. t. tickelliae Blyth, 1843 — Індостан;
- C. t. jerdoni Holdsworth, 1872 — Шрі-Ланка.

## Поширення і екологія
Вохристоволі нільтави мешкають в Індії, за винятком північного сходу і крайнього північного заходу, Непалі, на заході Бангладеш і на Шрі-Ланці. Вони живуть в сухих тропічних і субтропічних лісах, в чагарникових і прибережних заростях, на плантаціях і на полях, в садах. на висоті до 1500 м над рівнем моря.

## Збереження
Харчуються комахами, яких ловлять в польоті, або шукають на землі. Вони шукають здобич навіть вночі. Під час сезону розмноження вохристоволі нільтави можуть харчуватися невеликими хребетними. Він триває з квітня по серпень (на Шрі-Ланці з березня по квітень). Гніздяться в деплах або в заглибинах серед каміння. В кладці 3-5 яєць.